# Teinobasis rufithorax
Teinobasis rufithorax – gatunek ważki z rodziny łątkowatych (Coenagrionidae).